# Liausson
Liausson ist ein Ort und eine südfranzösische Gemeinde mit 153 Einwohnern (Stand: 1. Januar 2022) im Département Hérault in der Region Okzitanien (vor 2016: Languedoc-Roussillon). Die Gemeinde gehört zum Arrondissement Lodève und zum Kanton Clermont-l’Hérault. Die Einwohner werden Liaussonais genannt.

## Lage

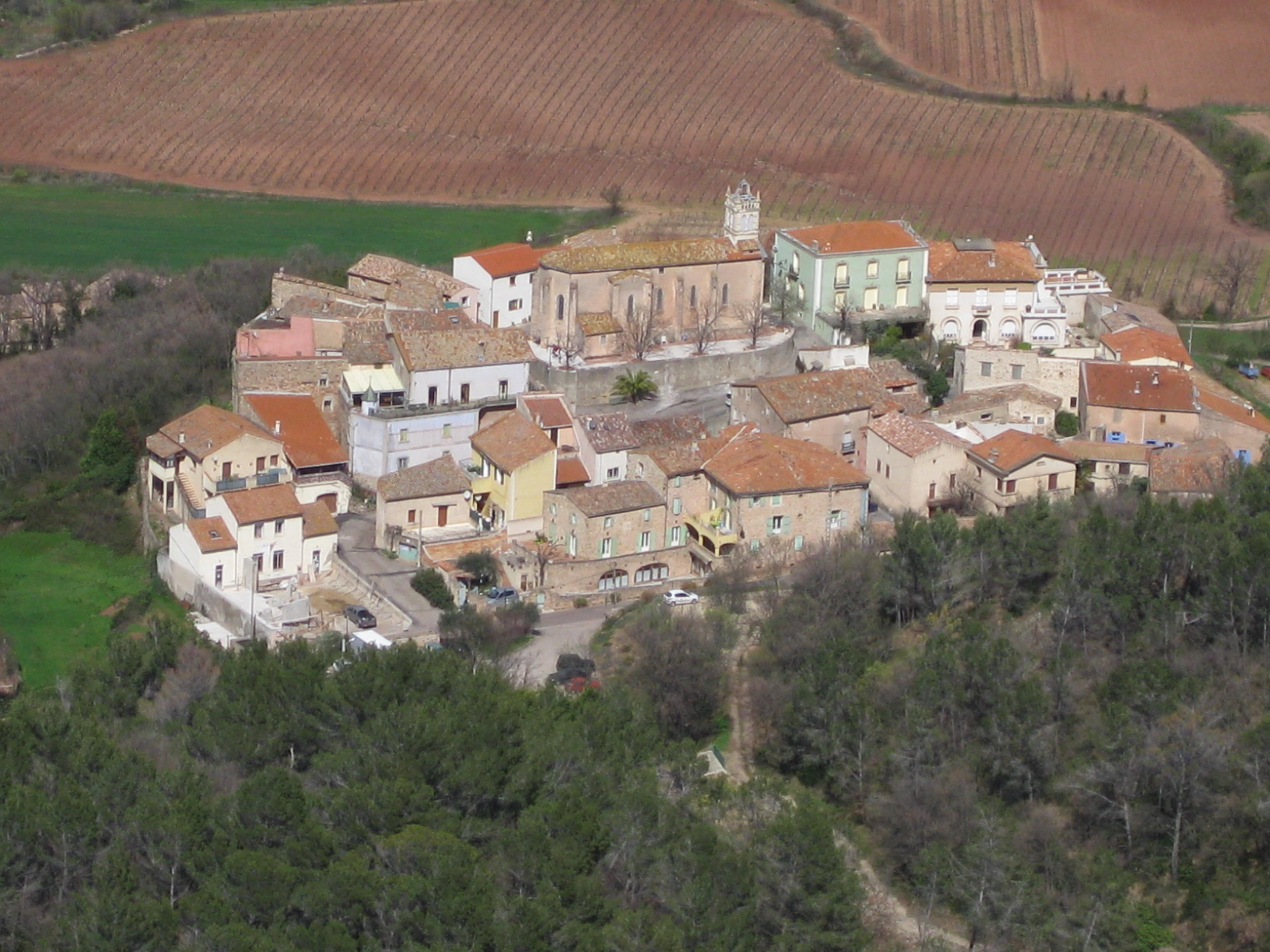
Blick auf Liausson

Liausson liegt etwa 34 Kilometer westnordwestlich von Montpellier. Auf der nördlichen Gemeindegrenze befindet sich der Lac du Salagou der vom Fluss Salagou und seinen Zubringern dotiert wird. Umgeben wird Liausson von den Nachbargemeinden Clermont-l’Hérault im Norden und Osten, Mourèze im Süden sowie Octon im Westen und Nordwesten.

## Geschichte
Liausson wurde 1234 im Kartular von Lodève als fortia erwähnt und 1264 an die Hospitaliter von St. Johannis in Jerusalem verkauft. Von dieser einfachen Befestigung haben sich nur wenige Überreste nördlich der Kirche erhalten. Die erste Kirche befand sich auf dem Friedhof etwas abseits der Ortslage. Sie stammte aus dem 12. Jahrhundert und wurde 1856 abgebrochen. Der heutige Kirchenbau im Ortszentrum wurde in den Jahren 1858 bis 1861 nach Plänen des Architekten Bésiné errichtet.

### Bevölkerungsentwicklung
| Jahr                       | 1962 | 1968 | 1975 | 1982 | 1990 | 1999 | 2006 | 2017 |
| Einwohner                  | 66   | 89   | 84   | 99   | 95   | 110  | 112  | 146  |
| Quellen: Cassini und INSEE |      |      |      |      |      |      |      |      |